# اسلاون ۱۴۷۰۸
سیارک ۱۴۷۰۸ (به انگلیسی: 14708 Slaven، نامگذاری:2000CU26) چهارده هزار و هفتصد و هشتمین سیارک کشف شده‌است که در ۲ فوریه ۲۰۰۰ کشف شد.
قدر مطلق سیارک برابر ۱۷.۰ است.